# Graccho Cardoso
Graccho Cardoso is een gemeente in de Braziliaanse deelstaat Sergipe. De gemeente telt 5.732 inwoners (schatting 2009).
De gemeente grenst aan Aquidabã, Itabi, Gararu, Canhoba, Nossa Senhora da Glória, Cumbe en Feira Nova.